# Bonifacio Núñez Vega
Bonifacio Núñez Vega (1954. május 14. –) mexikói nemzetközi labdarúgó-játékvezető. 

## Pályafutása

### Nemzeti játékvezetés
1986-ban lett az I. Liga játékvezetője. Az aktív nemzeti játékvezetéstől 1996-ban vonult vissza.

### Nemzetközi játékvezetés
A Mexikói labdarúgó-szövetség Játékvezető Bizottsága (JB) terjesztette fel nemzetközi játékvezetőnek, a Nemzetközi Labdarúgó-szövetség (FIFA) 1988-tól tartotta nyilván bírói keretében. Több nemzetek közötti válogatott és klubmérkőzést vezetett, vagy működő társának partbíróként segített. Az aktív nemzetközi játékvezetéstől 1991-ben búcsúzott.

## Magyar vonatkozás
| Időpont           | Helyszín               | Mérkőzés típusa              | Mérkőzés            | Eredmény | Nézők száma |
| ----------------- | ---------------------- | ---------------------------- | ------------------- | -------- | ----------- |
| 1991. december 4. | Nou Camp Stadion, León | felkészülési (659. mérkőzés) | Mexikó–Magyarország | 3 – 0    | 30 000      |